# ابراهیم گاوسوار
ابراهیم خان یا ابراهیم گاوسوار رهبر قیام مسلحانهٔ مردم هزارهٔ افغانستان در اعتراض به مالیات حکومت ظاهرشاه بود.

## زندگی‌نامه و سرگذشت
ابراهیم گاوسوار در ۱۲۹۴خورشیدی در منطقه شارستان، ولایت اُرُزگان (ولایت دایکندی کنونی) در مرکز افغانستان متولد شد. پدر او «موسی خان» و پدرکلان او «ارباب امیرداد» از خوانین و متنفذین قوم بودند. ارباب امیرداد پدربزرگ او را به دلیل اینکه بر «گاو زین‌شده» سوار شده‌بود، گاوسوار می‌گفتند؛ و ابراهیم خان را بچهٔ گاوسوار یا ابراهیم گاوسوار می‌گفتند.

### رهبری
ابراهیم خان رهبر قیام مسلحانه بر ضد حکومت ظاهرشاه بود، در اعتراض به مالیات‌های سنگین که بر هزاره‌ها تحمیل شده‌بود. هنگامی‌که فرمان صدر اعظم محمد هاشم خان برای گرفتن سالانهٔ مالیات روغن به‌طور سرانه از تمام حیوانات و مواشی شیرده مناطق هزاره‌ها صادر شد این اقدام دولت زندگی را برای مردم این منطقه دشوار و غیرقابل تحمل می‌ساخت چون مردم قدرت تحویل مالیات را نداشتند و قسمت زیادی از مردم هزاره مجبور می‌شدند تا در داخل یا به کشورهای همسایه مهاجر و متواری گردند. برای پایان دادن به این وضعیت طاقت‌فرسا ابراهیم خان با پشتیبانی و اشتراک وسیع مردمی قیام علیه حکومت ظاهرشاه کرد و حکومت را مجبور به عقب‌نشینی کرد.

### قیام
ابراهیم خان در سال ۱۳۲۳ خورشیدی، با گروهی از دهقانان و مردمان محل دست به قیام مسلحانه زدند و تقاضای خود را مبنی بر لغو مالیات روغن بر هزاره‌ها پس از کشمکش‌های زیاد به حاکم پنجاب ارائه کردند. حاکم پنجاب درخواست آنان را به حکومت مرکزی منتقل کرد و پس از مذاکرات طولانی، سرانجام در سال ۱۳۲۵ خورشیدی، مالیات روغن از مردم هزاره برداشته شد و این قیام به نام قیام دهقانی او خوانده شد. ابراهیم خان سپس به همراه برخی دیگر از خوانین قوم هزاره روانه کابل شده تا با مقامات دولتی دیدار کند، اما به خواست حکومت در کابل ماندگار شد تا زمینهٔ خیزش‌های ضددولتی از او سلب شود. زمانی که دامنهٔ قیام گسترده شد، در ۲۵ حمل سال ۱۳۲۵ خورشیدی، محمدظاهرشاه محمدهاشم خان را از منصب صدارت برکنار کرد و به عوض او شاه‌محمود خان را تعیین کرد. از جمله یکی از پیامدهای قیام ابراهیم خان برکناری محمدهاشم خان از منصب‌اش بود. ابراهیم‌خان در حزب اتحاد در کنار سید اسماعیل بلخی و برخی دیگر از اعضای شورای مرکزی حزب اتحاد رویکردی مسلحانه‌ای داشتند و در نوروز سال ۱۳۲۹خورشیدی، طرحی برای ترور صدراعظم جدید شاه‌محمود خان و دگرگون ساختن اوضاع دولت ریختند که قرار بود ابراهیم خان مسئولیت شلیک را بر عهده بگیرد، اما این طرح پیش از اجرا افشا شد و حلقهٔ رهبری حزب اتحاد همگی دستگیر شدند و بدون محاکمه تا سال ۱۳۴۳خورشیدی، در زندان دهمزنگ کابل ماندند.

### پایان عمر
ابراهیم خان پس از آزادی از زندان دهمزنگ، در شهر پلخمری، ولایت بغلان زندگی می‌کرد چون هنگامیکه او با اعضای حزب اتحاد زندانی شدند خانواده و بعضی خویشاوندان او توسط دولت ظاهرشاه به شهر پلخمری ولایت بغلان تبعید شدند. ابراهیم خان تا پایان عمر تحت مراقبت دولت زندگی می‌کرد. سرانجام او در ۱۴قوس، سال ۱۳۶۱خورشیدی، در شهر پلخمری درگذشت.